# 濱野年宏
濱野 年宏（はまの としひろ、1937年 - ）は、高松市在住の芸術家。
1971年美術団体翏(RYU)を創立し、教育と文化を両翼とした芸術運動を展開。15年の歳月をかけて取り組んだ奈良中宮寺新御殿芸術プロジェクトをはじめ、環境芸術としての壁画、天井画、彫刻モニュメント、環境芸術、庭園などを制作・デザインすると共に、国内外の主要な国際展において数多くの賞と承認を受け、受勲も重ねる。
英国ノーサンブリア大学名誉博士、ポーランド国際版画協会名誉委員、リュブリャーナ国際版画センター名誉委員、リュブリャーナ大学教授会名誉理事、クラクフ美術大学名誉博士、スロベニア科学芸術アカデミー国外会員、カトヴィツェ美術大学名誉教授。

## 経歴
高松市生まれ。
1971年　21国際交流芸術学院創設。スロベニア、オーストリア、ドイツ、イタリア、スペイン、英国などの著名芸術家と東西の比較研究を通して両者の相違点、類似点を明確にし、新たな東西美の融合と調和。　
1992年　セビリア万博日本館貴賓室に作品招聘。
1993年　奈良中宮寺鳩和殿に大襖絵、大障壁画が完成。
1998年　ミラノ・ブレラ美術館大回顧展。
2000年　大聖年祭記念作品「ユニティ」をローマ法王へ謁見し献上。
2005年　愛知万博日本館貴賓室に聖徳太子絵伝「笹図」､｢祈り｣が特別展観  奈良中宮寺に｢聖徳太子絵伝｣四季図大屏風が完成。
2007年　パリ・ユネスコ本部で大回顧展（ストラスブールＥＵ議会所、ヴズール市立美術館、ルマン市立美術館、ヴェルサイユ市立展示場を巡回）。
2010年　ロンドン・ブランズウィック社にウィリアム・ブレイクRoom、マチスRoom、ウォーホルRoomと並び、世界的な芸術家として濱野Room（パーカー卿コレクション）が完成。
2011年　高松市に濱野年宏芸術研究所、ホワイトキューブ高松つくもギャラリー創設。
2011年　英国・スロベニア・ポーランドの美術大学と国際文化交流の協定。
2011年　高松市美術館で大回顧展。
2014年　うたづArt Awardビエンナーレ審査員を美術評論家 建畠晢（多摩美術大学長）と務める。　
2017年　第6回クラン国際美術展2017「優秀作品賞」。
2021年　フランス・ナント国際芸術祭「ボヤージュ・ア・ナント」の主要な展覧会としてブルターニュ大公城ナント歴史博物館で大規模な濱野年宏展を開催し大盛況を収める。
2021年　第10回クラン国際美術展2021「国際交流名誉賞」。
2022年　日本文化発信拠点のパリ日本文化会館で「聖徳太子絵伝四季図大屏風」と「日本の美—伝統と現代」の新作を含め、世界が認めた多様な濱野芸術の集大成として大規模な濱野年宏展を開催。
2023年　2021-22年フランスで大成功を収めた展覧会の作品を含め、東京・丸紅ギャラリーで「濱野年宏 伝統と現代のハーモニー　聖徳太子絵伝四季図大屏風（中宮寺蔵）と新作」を開催。中宮寺所蔵の「聖徳太子絵伝四季図大屏風」「如意輪観世音菩薩キリク御像」をはじめ、茶室、桂離宮シリーズなどの新作を展覧。

## 主な賞勲
- 1985年　第25回四国新聞文化賞（2012年にも受賞）

- 1994年　スロベニア共和国文化大臣表彰・国際文化賞

- 1999年　リュブリャーナ大学銀勲章

- 2002年　香川県文化功労者表彰

- 2003年　ポーランド共和国文化功労賞

- 2006年　文部科学大臣地域文化功労者表彰

- 2007年　ポーランド共和国文化勲章グロリア・アルティス金勲章

- 2007年　クラクフ国際トリエンナーレ勲章

- 2008年　山陽新聞文化功労賞

- 2008年　よんでん文化振興財団・芸術文化賞

- 2012年　四国新聞文化賞

- 2015年　文化庁長官表彰

- 2016年　外務大臣表彰

- 2017年　フランス芸術文化勲章オフィシエ

- 2017年　クラクフ国際版画50周年記念勲章

- 2017年　旭日双光章

## 主な出版物
- 1989年 『芸術の位相を語る』 濱野年宏 選書企画:早稲田大学社会科学研究所 発行:北樹出版 ISBN 4-89384-121-1
- 1998年 『濱野年宏画文集』 発行:Giancarlo Politi Editore S.a.s ジャンカルロ・ポリティ編集社（イタリア） ISBN 88-7816-108-X
- 2002年 『濱野年宏　ヨーロッパ　美の巡礼-世界が認めた日本美と心-』 発行:美術団体翏　Ryu Art Group ISBN 4-939109-06-2
- 2004年 『濱野年宏作品集』 発行:日本経済新聞 ISBN 4-532-12385-2
- 2011年 『東洋の心と形　濱野年宏作品集1952-2011』 発行:西村書店 ISBN 978-4-89013-668-1
- 2021年 『Toshihiro HAMANO: ESPRIT ET FORME DU JAPON 濱野年宏 世界が認めた東洋の心と形』 発行:Château des ducs de Bretagne Maison d’édition intégrée au Musée d’histoire de Nantes ブルターニュ大公城ナント歴史博物館（フランス） ISBN 978-2-906519-87-9 (ouvrage bilingue, japonais-français)